# Рычкова (Верхотурский городской округ)
Рычкова — деревня в городском округе Верхотурский Свердловской области России.

## Географическое положение
Деревня Рычкова расположена в 31 километрах (по автодороге в 35 километрах) к востоку-юго-востоку от города Верхотурья, на правом берегу реки Туры. В окрестности деревни имеется озеро-старица.

## История деревни
Деревня впервые упоминается в переписи уезда 1624 года. Название деревни пошло от фамилии первопоселенца — крестьянина Рычка.

## Население
| 1873 | 2002 | 2010 |
| ---- | ---- | ---- |
| 205  | ↘47  | ↘28  |